# Bonnie Raitt
Bonnie Lynn Raitt (/reɪt/; sinh ngày 8 tháng 11 năm 1949) là một ca sĩ, nghệ sĩ guitar và nhạc sĩ blues rock người Mỹ. Năm 1971, Raitt phát hành album đầu tay cùng tên.  Tiếp theo đó, bà phát hành một loạt album chịu ảnh hưởng từ nhạc roots được giới phê bình đánh giá cao, kết hợp các yếu tố của blues, rock, folk và nhạc đồng quê. Bà cũng thường xuyên chơi nhạc trong các buổi thu âm và cộng tác với các nghệ sĩ khác, bao gồm Warren Zevon, Little Feat, Jackson Browne, the Pointer Sisters, John Prine, và Leon Russell.
Năm 1989, sau nhiều năm vắng bóng về mặt thương mại, bà đạt thành công với album phòng thu thứ mười của mình, Nick of Time và bài hát cùng tên. Album đạt vị trí quán quân trên bảng xếp hạng Billboard 200 và giành được Giải Grammy cho Album của năm. Kể từ đó, nó đã được Thư viện Quốc hội lựa chọn để lưu giữ trong Viện thu âm quốc gia. Hai album tiếp theo của bà, Luck of the Draw (1991) and Longing in Their Hearts (1994), đã bán được hàng triệu bản và phát hành một số đĩa đơn ăn khách, bao gồm "Something to Talk About", "Love Sneakin' Up On You", và bản ballad "I Can't Make You Love Me" (có sự góp mặt của Bruce Hornsby trong phần chơi piano). Đĩa đơn "Just Like That" năm 2022 của bà đã giành được Giải Grammy cho Bài hát của năm.
Tính đến năm 2023, Raitt đã nhận được 13 Giải Grammy từ 30 đề cử, cũng như Giải Grammy Thành tựu trọn đời. Bà xếp hạng 50 trong danh sách "100 Ca sĩ vĩ đại nhất mọi thời đại" của Rolling Stone và xếp hạng 89 trong danh sách "100 Nghệ sĩ guitar vĩ đại nhất mọi thời đại" của tạp chí này. Năm 2000, Raitt được vinh danh tại Đại sảnh Danh vọng Rock and Roll. Bà đã nhận được Giải thưởng Biểu tượng từ Giải thưởng Billboard Women in Music và Giải thưởng Nhân vật của năm MusiCares từ Viện Hàn lâm Ghi âm.

### Chung
- Bego, Mark (1995). Bonnie Raitt : Just in the Nick of Time. Rowman & Littlefield. ISBN 978-1-5597-2315-2.
- Schmidt, Eric Von; Rooney, Jim (1979). Baby, Let Me Follow You Down: The Illustrated Story of the Cambridge Folk Years (ấn bản thứ 2). University of Massachusetts Press. ISBN 0-87023-925-2.